# Keep the Faith
| 전문가 평가                   | 전문가 평가 |
| 평가 점수                     | 평가 점수   |
| 출처                          | 점수        |
| ----------------------------- | ----------- |
| AllMusic                      | [ 1 ]       |
| Entertainment Weekly          | D           |
| The Rolling Stone Album Guide | [ 3 ]       |

《Keep the Faith》는 1992년 11월 3일에 머큐리 레코드에 의해 발매된 미국의 록 밴드 본 조비의 다섯 번째 스튜디오 음반이다. 비록 밴드와의 마지막 발매는 아니었지만, 베이시스트 알렉 존 수치가 1994년 밴드에서 해고됨에 따라 다섯 명의 원래 밴드 멤버 모두가 참여한 본 조비의 마지막 스튜디오 음반이다. 이 음반은 랜스 퀸이나 브루스 페어번이 프로듀싱하지 않은 본 조비의 첫 번째 음반이다. 이 음반은 밥 록에 의해 프로듀싱되었고 브리티시컬럼비아주 밴쿠버의 리틀 마운틴 사운드 스튜디오에서 녹음되었다. 《Keep the Faith》는 "밴드의 팝 메탈 그루브에 대한 더 심각한 해석"으로의 변화를 표시했다. 이 음반은 또한 66분 만에 기록된 본 조비의 현재까지 가장 긴 음반이다.
《Keep the Faith》는 미국 빌보드 200 차트에서 5위로 정점을 찍었고, 미국 음반 산업 협회로부터 더블 플래티넘 인증을 받았다. 이 음반은 밴드를 위해 〈Keep the Faith〉, 〈Bed of Roses〉 그리고 〈In These Arms〉를 포함한 여러 히트곡을 만들었다.

## 배경
《New Jersey》 투어를 마친 후, 그 밴드는 활동을 중단했다. 그들이 쉬는 시간 동안, 존 본 조비는 1990년 《Blaze of Glory》 음반으로 발매된 《영 건 2》의 사운드트랙을 썼고 리치 샘보라는 《Stranger in This Town》이라는 그의 첫 솔로 음반을 발표했다. 이때쯤, 존 본 조비는 그의 오랜 매니저인 독 맥기를 해고하고 본 조비 매니지먼트를 만들었다. 존 본 조비는 밴드 내에서 더 큰 역할과 더 많은 책임을 지기로 결정했다. 1991년 10월, 그 밴드는 미래에 대한 계획을 논의하기 위해 카리브해의 세인트토머스섬으로 갔고, 그 밴드의 내부 문제는 해결되었고 그들은 컴백할 준비가 되어 있었다.

## 녹음 및 제작
1992년 1월, 이 밴드는 브리티시컬럼비아주 밴쿠버에 있는 리틀 마운틴 사운드 스튜디오로 향했다. 그들은 밥 록과 함께 프로듀싱을 하면서 7개월을 음반을 만들었다. 원래 이 밴드는 《Slippery When Wet》와 《New Jersey》를 프로듀싱한 브루스 페어번에게 접근했지만, 그 당시 그는 에어로스미스의 《Get a Grip》 작업을 하고 있었다. 비록 로스앤젤레스에 몇 개의 트랙과 오버더빙이 깔렸지만, 대부분의 녹음은 밴쿠버에서 이루어졌다.
2007년 존 본 조비는 "밴쿠버의 한 방에서 다시 모였을 때, 우리는 문을 닫고 우리의 음악 장르에 무슨 일이 일어났는지를 무시했습니다. 우리는 너바나에 의해 완전히 쫓겨났지만, 그것에 관심을 기울이지 않았습니다. 우리는 상투적인 것들을 없애고, 사회적으로 의식하는 가사를 썼고, 머리를 깎았습니다. 저는 그런지 같은 것도 하지 않았고, 랩도 하지 않았습니다. 하지만 저는 〈Livin' on a Prayer〉를 다시 쓸 수 없다는 것을 알았기 때문에, 노력하지 않았습니다. 그리고 그것은 성과를 거두었습니다."라고 말했다.

## 상업적 성과
미국에서 《Keep the Faith》는 1992년 11월 빌보드 200에 5위로 데뷔했으며, 영국과 오스트레일리아에서 1위를 차지했다. 1992년 11월부터 1994년 4월 사이에 6개의 싱글이 발매되었으며, 4개의 싱글은 미국에서 발매되었으며, 나머지 2개는 미국 밖에서만 발매되었다.

## 곡 목록
| #   | 제목                                    | 작사·작곡                             | 재생 시간 |
| --- | --------------------------------------- | ------------------------------------- | --------- |
| 1.  | 〈I Believe〉                           | 존 본 조비                            | 5:48      |
| 2.  | 〈Keep the Faith〉                      | 본 조비, 리치 샘보라, 데스몬드 차일드 | 5:46      |
| 3.  | 〈I'll Sleep When I'm Dead〉            | 본 조비, 샘보라, 차일드               | 4:42      |
| 4.  | 〈In These Arms〉                       | 본 조비, 샘보라, 데이비드 브라이언    | 5:19      |
| 5.  | 〈Bed of Roses〉                        | 본 조비                               | 6:33      |
| 6.  | 〈If I Was Your Mother〉                | 본 조비, 샘보라                       | 4:27      |
| 7.  | 〈Dry County〉                          | 본 조비                               | 9:51      |
| 8.  | 〈Woman in Love〉                       | 본 조비                               | 3:48      |
| 9.  | 〈Fear〉                                | 본 조비                               | 3:06      |
| 10. | 〈I Want You〉                          | 본 조비                               | 5:36      |
| 11. | 〈Blame It on the Love of Rock & Roll〉 | 본 조비, 샘보라                       | 4:24      |
| 12. | 〈Little Bit of Soul〉                  | 본 조비, 샘보라                       | 5:44      |

## 인증
| 국가                                                  | 인증        | 판매량/출하량 |
| ----------------------------------------------------- | ----------- | ------------- |
| 아르헨티나 (CAPIF)                                    | 2× 플래티넘 | 120,000^      |
| 오스트레일리아 (ARIA)                                 | 3× 플래티넘 | 210,000^      |
| 오스트리아 (IFPI 오스트리아)                          | 2× 플래티넘 | 100,000*      |
| 벨기에 (BEA)                                          | 플래티넘    | 50,000*       |
| 브라질 (Pro-Música Brasil)                            | 골드        | 100,000*      |
| 캐나다 (뮤직 캐나다)                                  | 5× 플래티넘 | 500,000^      |
| 칠레                                                  | 골드        | 15,000        |
| 덴마크 (IFPI Danmark)                                 | 플래티넘    | 80,000^       |
| 핀란드 (Musiikkituottajat)                            | 골드        | 37,022        |
| 프랑스 (SNEP)                                         | 골드        | 100,000*      |
| 독일 (BVMI)                                           | 2× 플래티넘 | 1,000,000^    |
| 홍콩 (IFPI 홍콩)                                      | 골드        | 10,000*       |
| 인도네시아                                            | 플래티넘    | 50,000        |
| 아일랜드 (IRMA)                                       | 플래티넘    | 15,000^       |
| 이탈리아 (FIMI)                                       | 골드        | 50,000*       |
| 일본 (RIAJ)                                           | 4× 플래티넘 | 800,000^      |
| 말레이시아                                            | 플래티넘    | 25,000        |
| 멕시코 (AMPROFON)                                     | 골드        | 100,000^      |
| 네덜란드 (NVPI)                                       | 플래티넘    | 100,000^      |
| 뉴질랜드 (RMNZ)                                       | 골드        | 7,500^        |
| 노르웨이 (IFPI 노르웨이)                              | 플래티넘    | 50,000*       |
| 필리핀 (PARI)                                         | 4× 플래티넘 | 120,000       |
| 포르투갈 (AFP)                                        | 플래티넘    | 40,000^       |
| 싱가포르 (RIAS)                                       | 2× 플래티넘 | 30,000        |
| 대한민국 (KMCA)                                       | 4× 플래티넘 | 60,000        |
| 스페인 (PROMUSICAE)                                   | 플래티넘    | 100,000^      |
| 스웨덴 (GLF)                                          | 플래티넘    | 100,000^      |
| 스위스 (IFPI 스위스)                                  | 3× 플래티넘 | 150,000^      |
| 타이완 (RIT)                                          | 플래티넘    | 50,000        |
| 타이                                                  | 플래티넘    | 50,000        |
| 튀르키예                                              | 골드        | 0             |
| 영국 (BPI)                                            | 플래티넘    | 300,000^      |
| 미국 (RIAA)                                           | 2× 플래티넘 | 2,000,000^    |
| 요약                                                  |             |               |
| 아시아                                                | —           | 1,000,000     |
| 전 세계                                               | —           | 8,000,000     |
| *판매량을 기반으로 한 인증 ^출하량을 기반으로 한 인증 |             |               |